# Venus Express

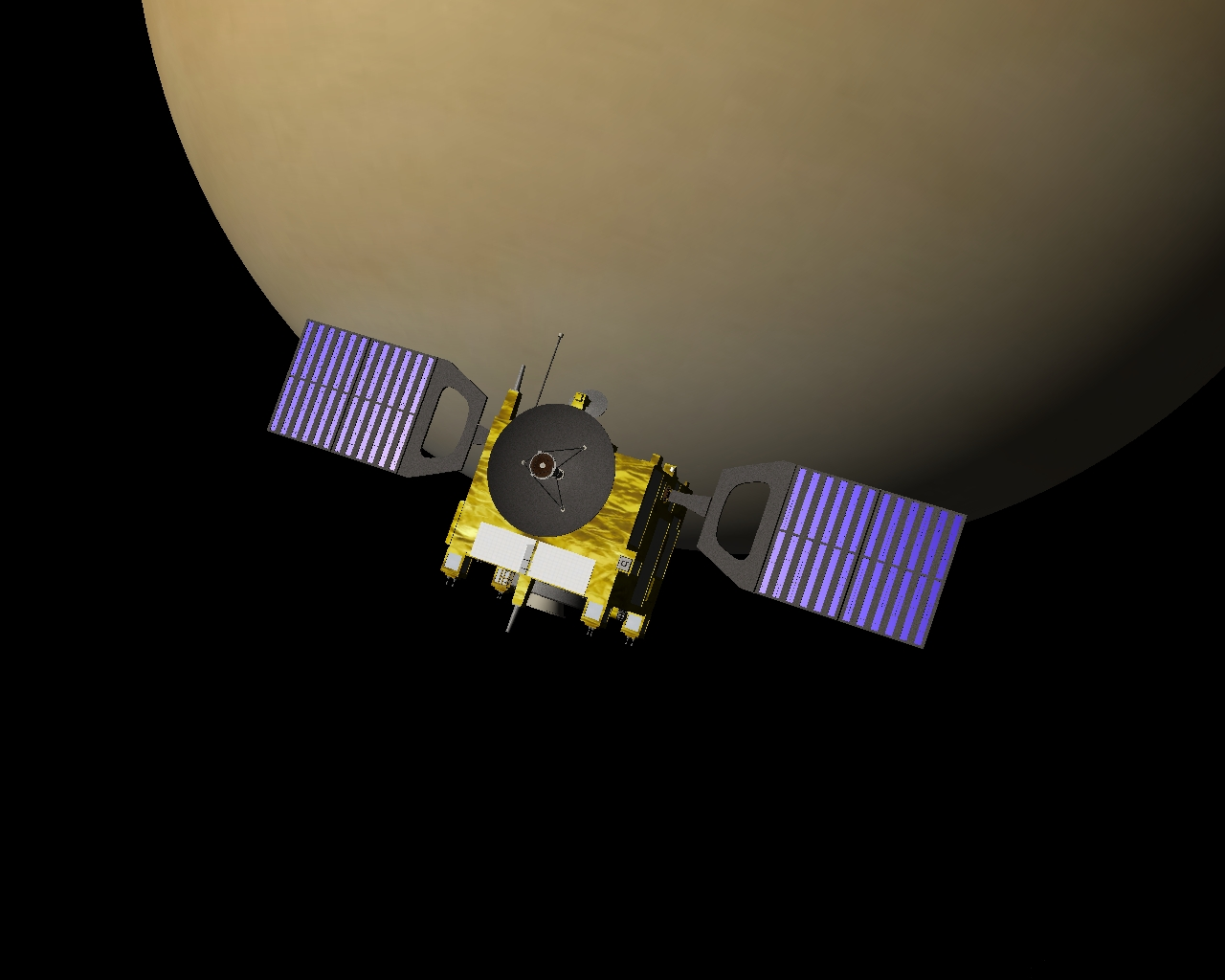
Sonda spațială Venus Express

Sonda spațială Venus Express lansată în noiembrie 2005 este o sondă lansată de Agenția Spațială Europeană (ESA) cu următoarele scopuri:
- cele șapte instrumente prezente la bordul satelitului transmit date continuu despre atmosfera și solul planetei Venus, pe care o orbitează sonda.
- are misiunea de a răspunde la o întrebare deocamdată fără răspuns a astrofizicienilor: de ce Venus nu a evoluat întocmai ca Pământul deși sunt de aproximativ aceleași dimensiuni.

## Finisarea misiunii
Misiunea inițială a sondei a fost prelungită de mai multe ori, în primăvara anului 2014, Venus Express s-a lansat într-o ultimă „aventură”, o operațiune de „frânare atmosferică”, ce a constat într-un „plonjon controlat” în atmosfera lui Venus. În vara aceluiași an, sonda a „pendulat” între atmosfera venusiană și în afara acesteia, la fiecare apropiere maximă a sa de planetă, ajungând până la o distanță de 130-135 de kilometri de suprafața acesteia.
După ce a supraviețuit acestei experiențe periculoase, sonda Venus Express a urcat la sfârșitul lunii iulie (2014) pe o nouă orbită, la o altitudine de circa 460 de kilometri, pentru a-și relua observațiile. Această orbită s-a degradat treptat sub efectul forței de gravitație, iar ESA a decis să realizeze la sfârșitul lunii noiembrie o nouă serie de manevre pentru a ridica și pentru a prelungi încă o dată această misiune.
Începând din 28 noiembrie 2014, contactele cu sonda au devenit limitate și instabile. În timpul misiunii sale, sonda europeană a realizat un studiu complet asupra ionosferei și atmosferei planetei, care a permis savanților să formuleze o serie de concluzii importante despre suprafața planetei.